# 岡山県道279号下原船穂線
岡山県道279号下原船穂線（おかやまけんどう279ごう しもばらふなおせん）は、岡山県総社市から倉敷市に至る一般県道である。

## 概要
総社市下原と倉敷市船穂町船穂とを結ぶ。

### 路線データ
- 起点：岡山県総社市下原（岡山県道278号宍粟真備線交点[要出典]）
- 終点：岡山県倉敷市船穂町船穂（船穂橋東交差点、岡山県道60号倉敷笠岡線交点[要出典]）
- 実延長：9.7 km [注釈 1][1]

## 歴史
- 2005年（平成17年）8月1日：吉備郡真備町と浅口郡船穂町が倉敷市に編入合併。
- 2018年（平成30年）7月6日：平成30年7月豪雨（西日本豪雨）が発生、総社市 - 倉敷市真備町の高梁川右岸堤内地一帯で甚大な被害。
- 2023年（令和5年）12月25日10時：岡山県告示第604号および605号により倉敷市船穂町柳井原において新道[注釈 2]が小田川右岸堤防天端道路とともに供用開始[2][3][4]。

## 路線状況
高梁川およびその支流である小田川の右岸地域を南北に通る。路線区間の一部は、高梁川右岸堤防道路および小田川右岸堤防道路となっている。

### 道路施設
主な橋梁は、倉敷市の真備町川辺と船穂町柳井原の間を流れる高梁川水系支流の小田川に架かる南山橋がある。
- 南山橋（延長：250 m 、幅員：8.8 m ）[5]

## 地理

### 通過する自治体
- 岡山県
  - 総社市 - 倉敷市

### 交差する道路
| 交差する道路                | 市町村名 | 交差する場所 | 交差する場所          |
| --------------------------- | -------- | ------------ | --------------------- |
| 岡山県道278号宍粟真備線     | 総社市   | 下原         | 起点                  |
| 国道486号                   | 倉敷市   | 真備町川辺   | 川辺橋西交差点        |
| 岡山県道470号柳井原上二万線 | 倉敷市   | 船穂町柳井原 |                       |
| 岡山県道60号倉敷笠岡線      | 倉敷市   | 船穂町船穂   | 船穂橋西交差点 / 終点 |

### 交差する鉄道
- 井原鉄道井原線（場所：倉敷市真備町川辺）
- JR山陽新幹線（場所：倉敷市船穂町柳井原）

### 並行する河川
- 高梁川水系
  - 新本川（場所：総社市下原）
  - 高梁川（場所：総社市下原 - 倉敷市真備町川辺、倉敷市船穂町 水江 - 船穂）
  - 小田川（場所：倉敷市 真備町川辺 - 船穂町水江）

### 沿道
沿道およびその付近にある主なものは次のとおり。
- ワタナベ工業 下原工場（所在地：総社市下原）
- 伊與部神社（伊與部山）（所在地：総社市下原）
- 高梁川真備川辺ふれあい広場（所在地：倉敷市真備町川辺）
- 倉敷市立川辺小学校（所在地：倉敷市真備町川辺）
- 倉敷市立柳井原小学校（所在地：倉敷市船穂町柳井原）
- 水菱プラスチック 本社工場 （所在地：倉敷市船穂町水江）
- 一の口水門 （所在地：倉敷市船穂町水江）